# Давидів (гміна)
Гміна Давідув — колишня (1934—1939 рр.) сільська ґміна Львівського повіту Львівського воєводства Польської республіки (1918—1939) рр. Центром ґміни було село Давидів.
1 серпня 1934 р. було створено ґміну Давідув у Львівському повіті. До неї увійшли сільські громади: Черепін, Давідув, Козєльнікі, Кротошин, Пасєкі Зубрицкє, Сіхув, Сєдліска, Толщув, Зубжа.
У 1934 році територія ґміни становила 86,68 км². Населення ґміни станом на 1931 рік становило 9838 осіб. Налічувалось 1 739 житлових будинків.
Національний склад населення ґміни Давідув на 01.01.1939 року:
| село             | населення | українці-грекокатолики | українці-латинники | польськомовні українці | євреї | німці | поляки |
| ---------------- | --------- | ---------------------- | ------------------ | ---------------------- | ----- | ----- | ------ |
| Черепин          | 700       | 650                    | 40                 |                        |       |       | 10     |
| Давидів          | 2840      | 190                    |                    |                        | 40    |       | 2840   |
| Козільники       | 840       |                        | 40                 | 40                     |       |       | 760    |
| Кротошин         | 1300      | 30                     |                    |                        | 20    |       | 1250   |
| Пасіки Зубрицькі | 560       | 10                     |                    | 20                     |       |       | 530    |
| Сихів            | 1400      | 70                     |                    | 170                    | 50    |       | 1110   |
| Селиська         | 580       | 530                    | 40                 |                        | 5     |       | 5      |
| Товщів           | 930       | 600                    | 290                |                        | 10    | 10    | 20     |
| Зубря            | 1640      |                        |                    | 20                     |       |       | 1620   |
| Загалом          | 10790     | 2080                   | 370                | 250                    | 155   | 20    | 7915   |
| Відсотки         | 100%      | 19,28%                 | 3,43%              | 2,23%                  | 1,44% | 0,19% | 73,35% |

Публіковані ж поляками цифри про національний склад населення ґміни за результатами перепису 1931 року (ніби-то було аж 82,4% поляків) суперечать даним, отриманим від місцевих жителів (див. вище) та пропорціям за допольськими  (австрійськими) та післяпольськими (радянським 1940 і німецьким 1943) переписами.
Ґміна зайнята 12 вересня 1939 року 1-шою гірськопіхотною дивізією. Відповідно до пакту Молотова — Ріббентропа 22 вересня територія ґміни була передана німцями радянським військам. Ґміна ліквідована у 1940 році у зв’язку з утворенням Винниківського  району.